# Maurice Yvain
Maurice Yvain   (2n districte de París, 12 de febrer de 1891 - Suresnes, 27 de juliol de 1965) fou un compositor francès.

## Biografia
Maurice Yvain va néixer en una família de músics. El 1903 va començar a estudiar al Conservatori de París on va ser deixeble de Louis Diémer i Xavier Leroux. Excel·lent pianista, va oferir concerts a Montecarlo i al cabaret parisenc Quat'z'Arts.
Després del servei militar, va compondre moltes cançons, entre altres cantants per a Maurice Chevalier. Una de les seves cançons més famoses és Mon homme, que va ser interpretada per la Mistinguett i interpretada l'any 1968 per Barbra Streisand al musical Funny Girl (sota el títol anglès de My Man).
En 1912, Yvain va substituir per poc temps Jules Massenet, malalt, en acompanyar Lucy Arbell al piano en les "expressions lyriques".
En la dècada de 1920, va començar a compondre operetes; la seva obra mestra és Ta bouche (1922).
Les seves peces es caracteritzen per la seva precisió rítmica, la seva fantasia i la flexibilitat de la frase musical. Posteriorment, també va compondre grans operetes sentimentals, com ara Chanson gitane.
En les dècades de 1930 i 1940, va compondre la música de diverses pel·lícules de directors de renom com Anatole Litvak, Julien Duvivier i Henri-Georges Clouzot.
Li devem la música de moltes cançons d'èxit dels anys 1920, com Mon homme (amb Albert Willemetz, Channing Pollack, Jacques Charles), J'en ai marre, En douce, La Java i La Belote, entre d'altres.
També va compondre la música de famoses operetes: Ta bouche, Là-haut, Pas sur la bouche i Chanson gitane, entre d'altres.
El 1960, va aparèixer al curtmetratge Le Rondon d'André Berthomieu.
Va ser enterrat al cementiri del municipi de Saint-Cloud.

## Obres

### Cançons
- Interpretades per Mistinguett
  - En douce (1920)
  - Mon homme (1920)
  - La Java (1922)
  - J'en ai marre (1922)
  - La Belote (1925)
- Interpretades per Maurice Chevalier
  - Dites-moi ma mère, dites-moi (1927)
- Interpretades per Georges Milton
  - Je t'emmène à la campagne (1928)
  - Pouet-Pouet (1929)
- Interpretades per Alexandre Dréan
  - Si tu ne veux pas payer d'impôts (1920)
- Interpretades per Marianne Oswald
  - Le jeu de massacre (1934)

### Operetes
- 1922: Ta bouche (Théâtre Daunou), llibret d'Yves Mirande, lletres d'Albert Willemetz (edicions Salabert).
- 1923: Là-haut[4] (Théâtre des Bouffes Parisiens), llibret d'Yves Mirande i Gustave Quinson, lletres d'Albert Willemetz, (edicions Salabert).
- 1924: La Dame en décolleté (Théâtre des Bouffes Parisiens), llibret d'Yves Mirande i Lucien Boyer (edicions Salabert).
- 1924: Gosse de riche (Théâtre Daunou), llibret de Jacques Bousquet i Henri Falk (edicions Salabert).
- 1925: Pas sur la bouche (Théâtre de l'Apollo), llibret d'André Barde (edicions Salabert). Alain Resnais que va ser adaptada com a pel·lícula a Pas sur la bouche.
- 1925: Bouche à bouche, llibret d'André Barde (éditions Salabert), estrenada a l'Apollo.
- 1926: Un bon garçon, livret d'André Barde, lletres de Maurice Yvain (edicions Salabert), 1a représentació al Théâtre des Nouveautés, 13 de novembre de 1926.
- 1928: Yes (Théâtre des Capucines), llibret de Pierre Soulaine i René Pujol (edicions Salabert).
- 1929: Elle est à vous, llibret d'André Barde (éditions Salabert), 1a représentació al Théâtre des Nouveautés, 22 de gener de 1929. (350 representacions)
- 1929: Jean V, livret de Jacques Bousquet i Henri Falk
- 1929: Kadubec, llibret d'André Barde, estrenada al Théâtre des Nouveautés. (225 representacions).
- 1930: Pépé (Théâtre Daunou), llibret d'André Barde
- 1931: Un deux trois (Moulin de la Chanson), llibret i lletres de René Bizet et Jean Barreyre.
- 1932: Encore cinquante centimes en col·laboració amb Henri Christiné, llibret d'André Barde, estrenada al Théâtre des Nouveautés.
- 1933: Oh! Papa (Théâtre des Nouveautés), llibret d'André Barde
- 1934: La Belle Histoire (Théâtre de la Madeleine), llibret d'Henri-Georges Clouzot
- 1934: Vacances (Théâtre des Nouveautés), llibret d'Henri Duvernois i André Barde
- 1935: Un coup de veine (Théâtre de la Porte-Saint-Martin), llibret d'André Mouëzy-Eon i Albert Willemetz.
- 1935: Au soleil du Mexique (Théâtre du Châtelet) en col·laboració amb Robert Granville, llibret d'André Mouëzy-Eon i Albert Willemetz.
- 1942: Son excellence (Théâtre des Variétés), llibret de Louis Poterat i Daniel Margot
- 1946: Monseigneur (Théâtre Danou)
- 1946: Chanson gitane (Théâtre de la Gaîté-Lyrique), llibret d'André Mouëzy-Eon, cuplets de Louis Poterat (edicions Chappell)
- 1958: Le Corsaire noir

### Música per a operetes, musicals de televisió, teatre i cinema

#### Operetes
- 1923: Là-haut, opereta amb Maurice Chevalier en el paper principal
- 1922: Ta bouche, llibret d’Yves Mirande, lletres d'Albert Willemetz, escenografia d'Edmond Roze, Théâtre Daunou
- 1924: Gosse de riche, comèdia musical en tres actes, llibret Jacques Bousquet i Henri Falk, Théâtre Daunou
- 1925: Bouche à Bouche, opereta en 3 actes d'André Barde, música de Maurice Yvain.
- 1927: Un bon garçon, opereta en 3 actes, llibret d'André Barde, música de Maurice Yvain.
- 1929: Elle est à vous, opereta en 3 actes, llibret d'André Barde, música de Maurice Yvain.
- 1929: Jean V opérette de Jacques Bousquet i Henri Falk, Théâtre Daunou, febrer.
- 1929: Kadubec, opereta en 3 actes d'André Barde, música de Maurice Yvain.
- 1930: Pépé comèdia en 3 actes d'André Barde, Théâtre Daunou, 25 octubre
- 1931: Encore cinquante centimes d'André Barde, música de Maurice Yvain i Henri Christiné.
- Octubre 1950: La Revue de l'Empire d'Albert Willemetz, Ded Rysel, André Roussin, música de Paul Bonneau, Maurice Yvain, Francis Lopez, Henri Bourtayre, escenografia de Maurice Lehmann i Léon Deutsch, Théâtre de l'Empire
- 1946: Chanson gitane, opereta

#### Cinema
- 1931: Paris Béguin d'Augusto Genina
- 1932: La Belle Marinière de Harry Lachman
- 1932: Cœur de lilas d'Anatole Litvak
- 1933: Nu comme un ver de Léon Mathot
- 1933: L'Enfant de ma sœur de Henri Wulschleger
- 1934: Prince de minuit de René Guissart
- 1935: Vogue, mon cœur de Jacques Daroy
- 1936: La Belle Équipe de Julien Duvivier
- 1937: La Loupiote de Jean Kemm i Jean-Louis Bouquet
- 1942: La Fausse Maîtresse d'André Cayatte
- 1942: Cartacalha, reine des gitans de Léon Mathot
- 1942: Forte tête de Léon Mathot
- 1942: L'assassin habite au 21 de Henri-Georges Clouzot
- 1946: Miroir de Raymond Lamy

#### Televisió
- 1964: Pierrots des Alouettes, musical televisiu d'Henri Spade

Ràdio
- 1952: La Vente Continue, música incidental, llibret d'Andre Salmon, canal parisenc de ràdio francesa.